# Лаборд (Од)
Лабо́рд (фр. Lasbordes) — коммуна во Франции, находится в регионе Лангедок — Руссильон. Департамент коммуны — Од. Входит в состав кантона Южный Кастельнодари. Округ коммуны — Каркасон.
Код INSEE коммуны — 11192.

## Население
Население коммуны на 2008 год составляло 829 человек.
| 1962 | 1968 | 1975 | 1982 | 1990 | 1999 | 2006 | 2008 |
| ---- | ---- | ---- | ---- | ---- | ---- | ---- | ---- |
| 470  | 520  | 539  | 584  | 657  | 689  | 807  | 829  |

## Экономика
В 2007 году среди 521 лица в трудоспособном возрасте (15—64 лет) 311 были экономически активными, 210 — неактивными (показатель активности — 59,7 %, в 1999 году было 56,4 %). Из 311 активных работали 278 человек (159 мужчин и 119 женщин), безработных было 33 (8 мужчин и 25 женщин). Среди 210 неактивных 111 человек были учащимися или студентами, 41 — пенсионерами, 58 были неактивными по другим причинам.

## Достопримечательности
- Замок Лаборд
- Церковь Сен-Кристоф
- Канал Треболь